# 乔治·肖
乔治·肖（英語：George Shaw，1751年12月10日—1813年7月22日）是英國植物學家及動物學家。

## 生平
肖生於白金漢郡的一個村落內，於牛津大學莫德林學院受教育，並在1772年取得其碩士學位后成為執業醫生。1786年起在牛津大學內擔任植物學的助理講師。1788年成為倫敦林奈學會的共同創辦人之一，1789年出任皇家學會會員。
1791年出任大英博物館自然史的助理館長一職直至1806年。他發現大部分由漢斯·斯隆捐出的收藏品的狀況並不佳，醫學及解剖學上可用的都捐到英格兰皇家外科医学院的博物館裡去，但更多的藏品如填塞了的動物及鳥類標本等卻腐敗得只有焚毀一途。由於當年博物館的薪金極少，因此肖只有花更多時間去靠寫作為生，而忽略了去處理這些藏品。
肖出版了其中一本最早期介紹澳洲動物的英文著作——《新荷蘭動物學》（Zoology of New Holland, 1794）。此外，他也是最早期檢驗鴨嘴獸標本的自然史學家，並將有關描述於1799年出版的《博文學家文集》（The Naturalist's Miscellany）一書中發表。

## 延伸閱讀
- Mullens and Swann - A Bibliography of British Ornithology (1917)
- William T. Stearn - The Natural History Museum at South Kensington ISBN 0434736007